# Forn de calç de l'Escala
El Forn de calç de l'Escala és una obra de l'Escala (Alt Empordà) inclosa a l'Inventari del Patrimoni Arquitectònic de Catalunya.
Situat al nord-oest del nucli urbà de la població de l'Escala, a la banda ponent de la urbanització de Santa Margarida, al paratge de la Coma, al costat dret de la carretera GIP-6307 i davant de l'encreuament amb el camí de Cinclaus.
Edifici aïllat i força enrunat que presenta una planta rectangular formada per dos cossos adossats. El cos de ponent, que probablement és posterior constructivament parlant, presenta coberta de teula d'un sol vessant i s'organitza en un sol nivell. La façana principal presenta una única obertura rectangular amb la biga reformada i els brancals bastits amb maons, a l'interior de la qual s'obre el portal d'accés i una finestra, amb els emmarcaments en fusta. La façana de migdia presenta una porta d'accés rectangular reformada. Als extrems de la coberta hi ha dos contraforts que lliguen l'estructura amb el cos de llevant. Aquesta construcció, de planta quadrada, no té coberta i només conserva tres de les quatre façanes. La façana de migdia presenta un gran contrafort adossat que alhora sosté un talús de terra acumulat darrere seu. A l'interior, la construcció està molt degradada i, al fons, conserva una volta de canó bastida en maons que prové del soterrani del cos de ponent. Damunt seu, una finestra reformada oberta al mur mitjancer comunica els dos volums. Davant del cos de ponent hi ha un pou amb coberta d'un sol vessant, bastit en pedra i maons.
La construcció està bastida en pedra sense treballar disposada irregularment i lligada amb morter de calç. El cos de llevant, amb pedra desbastada a les cantonades, està lligat amb abundant morter de calç que alhora revesteix els paraments exteriors, i el de ponent presenta maons dins l'aparell constructiu.